# Codex Regius

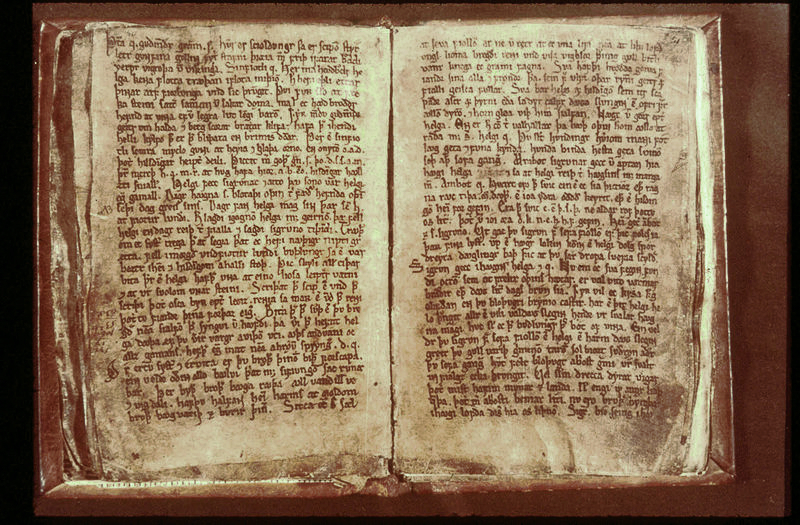
Páginas del Codex Regius.

El Codex Regius es un manuscrito islandés en el cual se preserva la Edda poética, clasificado como GKS 2365 4º (no confundirlo con el otro Codex Regius, que contiene la Edda prosaica y cuya clasificación es GKS 2367 4º). Los eruditos lo identifican como “R” (Regius) o como “K” (Konungsbók, “Libro Real” en islandés) y se cree que fue escrito en la década de 1270’s, aunque hay indicios de que el autor pudo ser el escaldo islandés Sæmundur fróði Sigfússon (siglo XII). Muchos de los poemas se basan en los originales, que datan de antes de la conversión de Escandinavia al cristianismo (ss. VIII-XIII). Fue encontrado por el obispo de Skálholt, Brynjólfur Sveinsson en 1643 y presentado al Rey Federico III de Dinamarca. Se conserva en el Instituto Árni Magnússon para los Estudios Islandeses.

## Contenido
| Völuspá                           |
| Hávamál                           |
| Vafþrúðnismál                     |
| Grímnismál                        |
| Skírnismál                        |
| Hárbarðsljóð                      |
| Hymiskviða                        |
| Lokasenna                         |
| Þrymskviða                        |
| Völundarkviða                     |
| Alvíssmál                         |
| Helgakviða Hundingsbana I         |
| Helgakviða Hjörvarðssonar         |
| Helgakviða Hundingsbana II        |
| Frá dauða Sinfjötla               |
| Grípisspá                         |
| Reginsmál                         |
| Fáfnismál                         |
| Sigrdrífumál                      |
| Gran laguna (fragmentos perdidos) |
| Brot af Sigurðarkviðu             |
| Guðrúnarkviða I                   |
| Sigurðarkviða hin skamma          |
| Helreið Brynhildar                |
| Dráp Niflunga                     |
| Guðrúnarkviða II                  |
| Guðrúnarkviða III                 |
| Oddrúnargrátr                     |
| Atlakviða                         |
| Atlamál                           |
| Guðrúnarhvöt                      |
| Hamðismál                         |